# La Nazione
La Nazione — одна из старейших региональных газет Италии, основанная 8 июля 1859 года. Газета базируется во Флоренции.

## История и современность
La Nazione была основана Беттино Рикасоли, временным главой правительства Тосканы. Первый номер вышел 8 июля 1859 года. Название газеты отражает надежду Рикасоли на единую Италию.
La Nazione объединилась с известной политической газетой Кавура Il Risorgimento. Базируется во Флоренции, Италия, публикуется в четырнадцати изданиях, в том числе для регионов Тосканы, Умбрии и провинции Ла Специя в Лигурии. Первыми участниками были Эдмондо де Амичис, Карло Коллоди, Джованни Спадолини, Джузеппе Преццолини и Марио Луци.
В 2004 году владельцами были Monrif (59,2%) и RCS MediaGroup (9,9%). Издателем La Nazione является Poligrafici Editoriali. Газета публикуется в формате таблоида.

## Тираж
Тираж La Nazione в 1988 году составил 288 000 экземпляров. В период с 1998 по 2001 год газета занимала 30% рынка газет на итальянском языке в Тоскане.
Тираж газеты составил 149 997 экземпляров в 2001 году и 143 554 экземпляра в 2002 году. Тираж в 2003 году составил 145 000 экземпляров и 144 463 экземпляра в 2004 году. Газета имела тираж 138 000 экз. в 2007 году и 136 993 экз. в 2008 году.
В 2012 году La Nazione продала 52 653 953 экземпляра.

## Известные журналисты

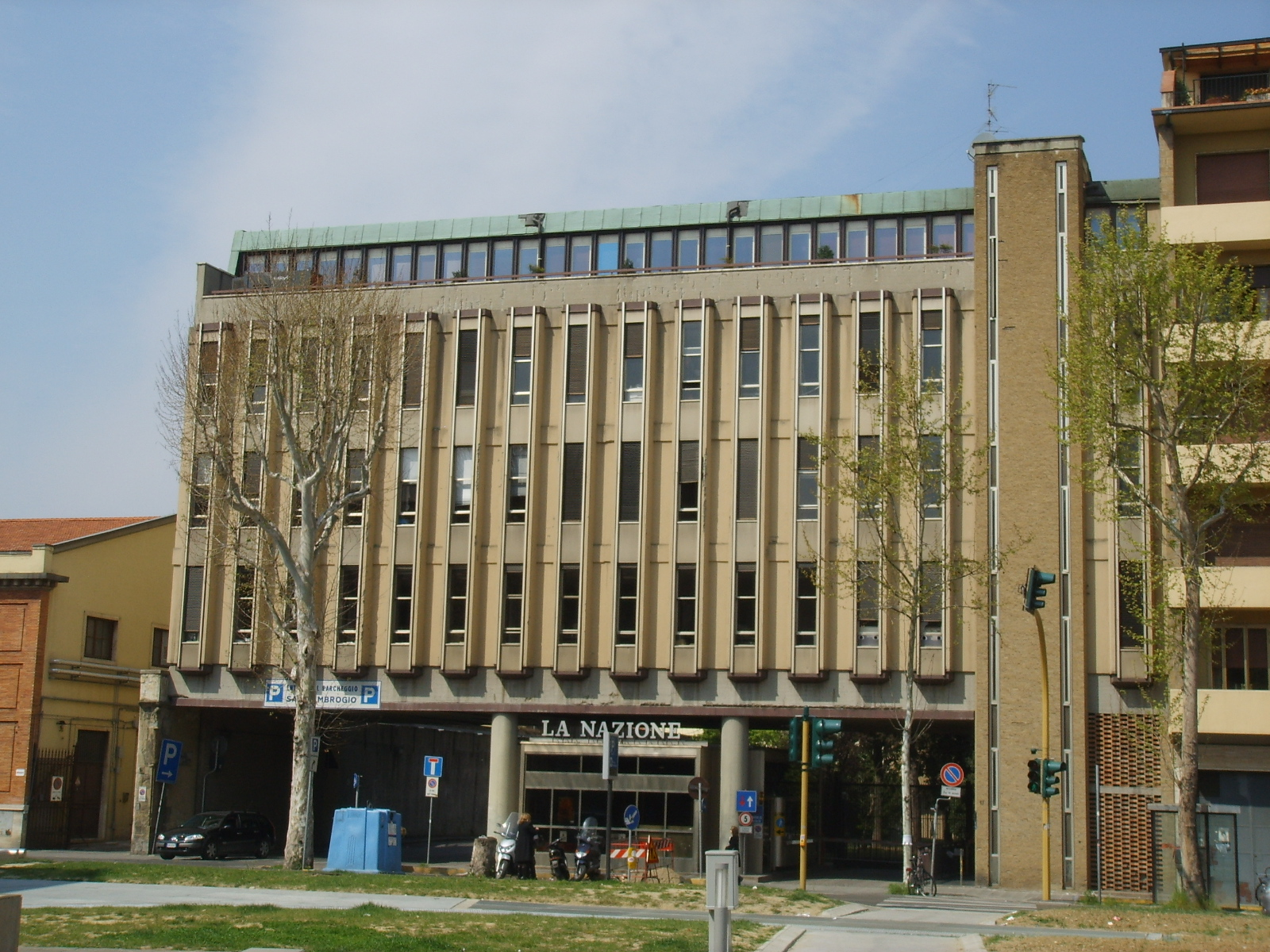
Редакция La Nazione во Флоренции

- Джузеппе Аре[итал.] (1930–2006), историк
- Умберто Чекки[итал.], журналист
- Дзеффиро Чиуффолетти[итал.], историк и обозреватель

## 150 лет со дня создания
150-летие со дня основания газеты было отмечено специальной маркой, выпущенной итальянской почтой. В дополнение к специальному выпуску был организован ряд конференций, которые подчеркнули роль Беттино Рикасоли при основании газеты.
В январе 2009 года также была выпущена памятная книга для реализации в газетных киосках и роскошная версия для книжных магазинов.